# Liste der Baudenkmäler in Waidhofen (Oberbayern)
Auf dieser Seite sind die Baudenkmäler in der oberbayerischen Gemeinde Waidhofen zusammengestellt. Diese Tabelle ist eine Teilliste der Liste der Baudenkmäler in Bayern. Grundlage ist die Bayerische Denkmalliste, die auf Basis des Bayerischen Denkmalschutzgesetzes vom 1. Oktober 1973 erstmals erstellt wurde und seither durch das Bayerische Landesamt für Denkmalpflege geführt wird. Die folgenden Angaben ersetzen nicht die rechtsverbindliche Auskunft der Denkmalschutzbehörde.

## Baudenkmäler nach Ortsteilen

### Waidhofen
| Lage                     | Objekt                | Beschreibung | Akten-Nr.    | Bild           |
| ------------------------ | --------------------- | --- | ------------ | -------------- |
| Ringstraße 10 (Standort) | Pfarrhaus             | Zweigeschossiger neubarocker Satteldachbau mit Schweifgiebeln, Anfang 20. Jahrhundert; zugehörig Hofmauer, gleichzeitig. | D-1-85-166-3 | BW             |
| Weiherweg 2 (Standort)   | Pfarrkirche St. Maria | Barocke Saalkirche, Neubau 1717/19, Turm gotisch; mit Ausstattung; mit Friedhofsmauer, wohl 18. Jahrhundert.             | D-1-85-166-1 | weitere Bilder |

### Diepoltshofen
| Lage                               | Objekt | Beschreibung                                                               | Akten-Nr.    | Bild |
| ---------------------------------- | ------ | -------------------------------------------------------------------------- | ------------ | ---- |
| Strobenrieder Straße 50 (Standort) |        | Stallstadel, mit seltener Ständerriegelwand, erste Hälfte 19. Jahrhundert. | D-1-85-166-5 | BW   |
| Strobenrieder Straße 76 (Standort) |        | Taubenhaus, bezeichnet mit dem Jahr 1937.                                  | D-1-85-166-6 | BW   |

### Kaifeck
| Lage                 | Objekt  | Beschreibung                        | Akten-Nr.    | Bild |
| -------------------- | ------- | ----------------------------------- | ------------ | ---- |
| Kaifeck 2 (Standort) | Kapelle | mit Lourdesgrotte, 18. Jahrhundert. | D-1-85-166-7 | BW   |

### Laag
| Lage              | Objekt  | Beschreibung                                                          | Akten-Nr.    | Bild |
| ----------------- | ------- | --------------------------------------------------------------------- | ------------ | ---- |
| Laag 3 (Standort) | Kapelle | kleiner Satteldachbau mit Vorhalle, 19. Jahrhundert; mit Ausstattung. | D-1-85-166-8 | BW   |

### Rachelsbach
| Lage                            | Objekt      | Beschreibung                                               | Akten-Nr.    | Bild |
| ------------------------------- | ----------- | ---------------------------------------------------------- | ------------ | ---- |
| Strobenrieder Straße (Standort) | Ortskapelle | kleiner Satteldachbau mit Vorhalle, 1926; mit Ausstattung. | D-1-85-166-9 | BW   |

### Schenkenau
| Lage                   | Objekt                                | Beschreibung | Akten-Nr.     | Bild                                  |
| ---------------------- | ------------------------------------- | --- | ------------- | ------------------------------------- |
| Schloßweg 2 (Standort) | Wohnhaus                              | zweigeschossiger Satteldachbau mit Putzgliederung, erste Hälfte 18. Jahrhundert; mit ehemaligem Wasch- und Backhaus, gleichzeitig; Reste der Hofmauer, gleichzeitig. | D-1-85-166-11 | BW                                    |
| Schloßweg 4 (Standort) | Ehemaliges Gutshaus                   | zweigeschossiger Walmdachbau, an der Nordseite Doppelwappen, zweite Hälfte 18. Jahrhundert.                                                                          | D-1-85-166-12 | Ehemaliges Gutshaus                   |
| Schloßweg 5 (Standort) | Katholische Filialkirche St. Nikolaus | ehemalige Schloßkirche, Saalkirche, 1109/35, Turm 17. Jahrhundert; mit Ausstattung.                                                                                  | D-1-85-166-10 | Katholische Filialkirche St. Nikolaus |

### Wangen
| Lage                             | Objekt      | Beschreibung                                            | Akten-Nr.     | Bild |
| -------------------------------- | ----------- | ------------------------------------------------------- | ------------- | ---- |
| Hohenwarter Straße 30 (Standort) | Ortskapelle | neugotischer Bau mit Dachreiter, Mitte 19. Jahrhundert. | D-1-85-166-15 | BW   |

### Westerbach
| Lage                           | Objekt                            | Beschreibung | Akten-Nr.     | Bild |
| ------------------------------ | --------------------------------- | --- | ------------- | ---- |
| Hickerbachstraße 27 (Standort) | Wohnstallhaus eines Dreiseithofes | langgestreckter, eingeschossiger Satteldachbau mit Kniestock und Putzgliederung, frühes 20. Jh. unter Einbindung des Vorgängerbaus | D-1-85-166-18 | BW   |

## Ehemalige Baudenkmäler
In diesem Abschnitt sind Objekte aufgeführt, die früher einmal in der Denkmalliste eingetragen waren, jetzt aber nicht mehr. Objekte, die in anderem Zusammenhang also z. B. als Teil eines Baudenkmals weiter eingetragen sind, sollen hier nicht aufgeführt werden. Aktennummern in diesem Abschnitt sind ehemalige, jetzt nicht mehr gültige Aktennummern.

| Lage                                      | Objekt                | Beschreibung | Akten-Nr.     | Bild |
| ----------------------------------------- | --------------------- | --- | ------------- | ---- |
| Schenkengrub Schenkengrub 2 (Standort)    | Hofkapelle            | wohl erstes Drittel 19. Jahrhundert.                                                                                               | D-1-85-166-13 | BW   |
| Westerbach Hickerbachstraße 31 (Standort) | Ehemaliges Bauernhaus | eingeschossiger Satteldachbau mit Putzgliederung und Blockbau, Ende 17. Jahrhundert; transferiert aus dem westlichen Niederbayern. | D-1-85-166-16 | BW   |